# W krzywym zwierciadle: Europejskie wakacje
W krzywym zwierciadle: Europejskie wakacje (ang. National Lampoon's: European Vacation) – amerykańska komedia z 1985 roku w reżyserii Amy Heckerling.

## Fabuła
Rodzina Griswoldów bierze udział w teleturnieju „Świnka w chlewiku”, który wygrywają. Zdobyte pieniądze postanawiają przeznaczyć na podróż po Europie. Zwiedzają: Londyn, Paryż, Niemcy i Rzym. W międzyczasie przytrafiają się im przeróżne perypetie, m.in.: niszczą Stonehenge (w filmie wykorzystano tylko miniaturową rekonstrukcję), wywołują bunt w niemieckim miasteczku (w rzeczywistości sceny te kręcono w północnych Włoszech, w regionie Trydent-Górna Adyga).

## Obsada
- Chevy Chase – Clark Wilson Griswold
- Beverly D’Angelo – Ellen Griswold
- Jason Lively – Rusty Griswold
- Dana Hill – Audrey Griswold
- Eric Idle – rowerzysta
- Victor Lanoux – złodziej kamery
- John Astin – Ken Winkdale
- Willy Millowitsch – pomylony niemiecki krewny Clarka

## Zabytki wykorzystane w filmie
- Tower Bridge
- Lambeth Bridge
- Port lotniczy Londyn-Heathrow
- Stonehenge
- Big Ben
- Wieża Eiffla
- Luwr
- Katedra Notre-Dame w Paryżu
- Koloseum
- Statua Wolności